# 條紋沙鰍
條紋沙鰍（学名：Botia striata），俗名斑馬鰍，為輻鰭魚綱鯉形目沙鰍科的其中一種，為熱帶淡水魚，作為觀賞魚類的一種，市面上又名環紋鼠，被IUCN列為瀕危保育類動物。
其种加词“striata”意为“有条纹的”。

## 分布
本魚分布於亞洲印度西高止山及馬哈拉施特拉邦的溪流。

## 特徵
本魚體流線型，體具有間距相等的深色斜條紋遍布整個魚體，向前躍過頭部，向後則沿側腹分布。腹面為金黃色，鈍頭上有三對觸鬚。所有的鰭上都帶有不明顯的黑色條紋，較明顯條紋的出現在大尾鰭上。體長可達7.8公分。

## 生態
本魚棲息高山的清澈溪流，性情害羞，夜行性，屬雜食。

## 經濟利用
為觀賞性魚類。